# Hypena picta
Hypena picta là một loài bướm đêm trong họ Erebidae.